# توسکارورا، میشیگان
توسکارورا، میشیگان (به انگلیسی: Tuscarora Township, Michigan) یک منطقهٔ مسکونی در ایالات متحده آمریکا است که در میشیگان واقع شده‌است.

## خصوصیات
توسکارورا ۱۰۸٫۷ کیلومترمربع مساحت و ۳٬۰۹۱ نفر جمعیت دارد و ۱۸۱ متر بالاتر از سطح دریا واقع شده‌است.